# Arul Kumer
Arul Kumer is een bestuurslaag in het regentschap Aceh Tengah van de provincie Atjeh, Indonesië. Arul Kumer telt 716 inwoners (volkstelling 2010).